# Милан Арсов
Милан Арсов е български революционер - анархист, участник в солунските атентати.

## Биография
Милан Арсов е роден през 1884 година в Ораовец, тогава в Османската империя. Учи в Солунската българска мъжка гимназия и в Битолската българска класическа гимназия, но не ги завършва.
Става член на кръга на Гемиджиите и участва в солунските атентати през 1903 година. Вечерта на 15 април Димитър Мечев, Илия Тръчков и Милан Арсов извършват атентат на жп линията Солун-Цариград, при което са повредени отчасти локомотивът и няколко вагона на минаващия влак, без да пострадат пътниците. Ден по-късно Милан Арсов хвърля бомба в летния театър „Алхамбра“.
Арестуван е и е предаден на специален военен съд, заедно с Павел Шатев, Георги Богданов и Марко Бошнаков. Първоначално са осъдени на смърт, а впоследствие присъдата им е заменена с доживотен затвор.
Милан Арсов умира от туберкулозна ангина на 8 юни 1908 година в Мурзук, намиращ се в либийската провинция Фезан.